# 林丹
林 丹（りん たん、リン・ダン、Lin Dan、 1983年10月14日）は、中国の元男子バドミントン選手。身長178cm。北京・ロンドン両オリンピック男子シングルス金メダリスト。愛称はスーパーダン。妻は2008年北京オリンピック女子シングルス銀メダリストの謝杏芳。2020年に引退。

## 経歴

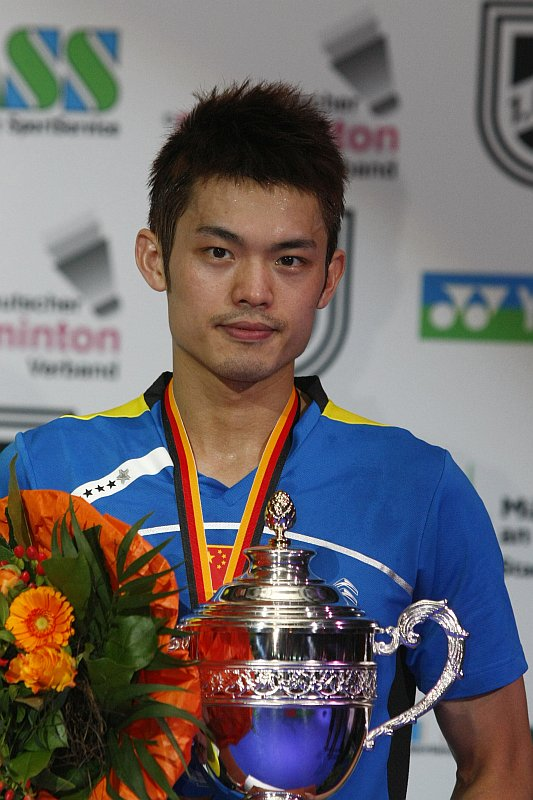
林丹

1983年に福建省上杭に生まれる。6歳の時に地元のスポーツ学校に入学。9歳の時に福建省のスポーツ学校に編入。その後、12歳の時に人民解放軍所属のバドミントンチーム八一隊に入隊。その後、着実に実力を伸ばし、18歳の時に中国代表に選出される。
ジュニア時代は、10代から既に世界ランキング1桁と早くから頭角を表していた同い年の鮑春来に次ぐ2番手の選手だったが、トップ選手の登竜門と言われるアジアジュニア選手権で優勝し、世界ランキングも急上昇。中国代表としての地位を確かなものにする。その後間も無く世界ランキング1位となり、2004年の中国国内の熾烈な五輪代表争いをトップで抜け、当然アテネオリンピックでは金メダル獲得を期待された。しかし本番で1回戦敗退という屈辱を味わう。しかし、その後のトーナメントでは本来の実力を発揮し、2007年まで世界ランキング1位をキープした。
北京オリンピックでは、全試合をストレートで勝ち、決勝戦でマレーシアのリー・チョンウェイを21-12、21-8の大差で下して金メダルを獲得した。この優勝によって、バドミントンがオリンピック正式競技となって以来続いてきた、「男子シングルスの第1シードは決勝に進めない、前年の世界選手権で優勝した選手は翌年の五輪で優勝できない」という2つの神話を一度に破った。
2010年の広州アジア大会では、決勝でリー・チョンウェイを破り、個人戦の金メダルを獲得。団体戦でも金メダルを獲得。
世界バドミントン選手権大会|世界選手権においては、2006年・2007年・2009年で三連覇を果たし(五輪開催年に世界選手権は開催されない。)、2011年にも優勝している。2011年の決勝戦でのリー・チョンウェイとの試合はバドミントンの歴史に残る試合だという評価がなされるほどの熱戦であった。
2011年のヨネックスオープンジャパン開催時に、ロンドンオリンピック後の予定について尋ねられ、「引退はしないが、出場する大会の数を減らすだろう」と答えている。
ロンドンオリンピックでは決勝でリー・チョンウェイを15-21、21-10、21-19とフルゲームの末に下して男子シングルス初のオリンピック連覇を達成。
ロンドンオリンピック後にはほとんど国際大会に出場せず、世界ランキングが100位前後まで落ちたが、主催者推薦枠で出場した2013年の世界バドミントン選手権大会|世界選手権で5度目の優勝を達成。その後の去就が注目されていたが、2016年に開催予定の2016年リオデジャネイロオリンピックまで現役を続行する意思を表明した。
リオデジャネイロオリンピックでは準決勝でリー・チョンウェイに21-15、11-21、20-22とフルゲームの末に敗れた。３位決定戦でもデンマークのビクター・アクセルセンに21-15、10-21、17-21で敗れ４位に終わった。